# La rica Vicky
La rica Vicky es una telenovela peruana creada en 1997. Fue producida por Michel Gómez y transmitida por Frecuencia Latina. Está protagonizada por Virna Flores e Ismael La Rosa, con las actuaciones estelares de Gabriel Anselmi, Pietro Sibille, Irma Maury, Attilia Boschetti, Marisa Minetti y Roxana Yepez. Los primeros actores Eduardo Cesti, Mariella Trejos y Herta Cárdenas. Con las participaciones antagónicas de Christian Thorsen, Alexandra Graña, Pold Gastello y Lorena Caravedo. Y las participaciones especiales de Carlos Cano y Milena Alva. 

## Argumento
Vicky Carranza (Virna Flores) es una joven de dieciséis años proveniente de Huacho, quien vive feliz con su madre con quien tiene una hermosa relación, hasta que un día de pronto la madre de Vicky muere de una grave enfermedad. La triste adolescente ahora tiene que abandonar su tierra natal debido a que la última voluntad de su madre era que su padre, don Pocho (Eduardo Cesti), la lleve a vivir con él en la capital de Lima, en el distrito popular de La Victoria, en donde conoce a su madrastra, Emperatriz (Mariella Trejos), y a su media hermana, Geraldine (Shirley Pfenning), quienes se dedican a hacerle la vida imposible a Vicky. Un día Vicky conoce a Gonzalo Villarán (Ismael La Rosa), un joven seductor, mujeriego y de familia adinerada, con quien ella empieza a mantener un romance. Y al pasar el tiempo, Gonzalo empieza a enamorarse de Vicky y decide abandonar su vida liberal. Pero los obstáculos inician cuando su prometida, Vanessa (Alexandra Graña), sospecha sobre sus constantes visitas al distrito de La Victoria. Vanessa se demuestra cariñosa con Gonzalo, pero, en realidad, es una persona con celos enfermizos, obsesiva compulsiva, y sus verdaderas intenciones es casarse con Gonzalo por interés, ya que tanto su situación económica como la de su familia comienzan a decaer repentinamente, ya que su padre (Carlos Cano de la Fuente) fue encarcelado injustamente. Vanessa, al enterarse de que Vicky y Gonzalo mantienen una relación amorosa, empieza a usar un montón de artimañas sucias para sacar a Vicky del camino. Por otro lado, Gonzalo conoce a Miguel (Gabriel Anselmi), ambos se hacen muy buenos amigos y, con el tiempo, se vuelven rivales, ya que Miguel también se enamora de Vicky y a la vez es el hijo no reconocido de Rodolfo Villarán (Tony Dulzaides), ambos son hermanos sin saberlo. Sin embargo, Harry (Christian Thorsen) es el novio de Lucía (Marisa Minetti), la hermana menor de Gonzalo. Harry se demuestra muy noble y «un hombre ideal» para Lucía. Pero, en realidad, Harry es un mujeriego sin escrúpulos, quien engaña descaradamente a Lucía, ya que el verdadero propósito de Harry es casarse con Lucía por interés y quedarse con toda la fortuna y la agencia de publicidad de los Villarán. 
Vicky y Gonzalo tendrán que luchar contra la maldad de Vanessa, quien no está dispuesta a permitir que ellos sean felices, porque anhela la fortuna de los Villarán. Y el odio de Miguel no dejará que Gonzalo sea feliz con Vicky.

## Elenco
- Virna Flores como Victoria Vicky Carranza Merino.
- Ismael La Rosa como Gonzalo Villarán de las Casas.
- Gabriel Anselmi como Miguel Duarte.
- Alexandra Graña como Vanessa Salcedo Astudillo.
- Christian Thorsen como Harry Kaplan.
- Marisa Minetti como Lucía Villarán de las Casas.
- Eduardo Cesti como Alfonso Pocho Carranza.
- Mariella Trejos como Emperatriz Empe Chafloque de Carranza.
- Shirley Pfenning como Geraldine Carranza Chafloque.
- Wendy Salerno como Roger Renata Carranza Chafloque.
- Hertha Cardenas como Consuelo Conchito Carranza.
- Mirna Bracamonte como Carolina de las Casas de Villarán.
- Tony Dulzaides como Rodolfo Villarán.
- Esther Chávez como Doris.
- Pilar Brescia como Marcela Astudillo de Salcedo.
- Carlos Cano de la Fuente† como Francisco Salcedo.
- Pachi Valle-Riestra como María Marita Salcedo Astudillo.
- Irma Maury como Selmira, doña Selmira.
- Pietro Sibille como Juan, Juani.
- Roxana Yépez como María Elena, la Nena.
- Attilia Boschetti como Raquel Duarte, Raquelita.
- Rafael Santa Cruz† como el Cocoroco.
- Paolo Goya como Elías Ching, el Chino.
- Pedro Sánchez como Alberto Beto y el Negro Betún.
- Luis Salas como Julio July.
- Adolfo Aguilar como Alonso.
- Roxana Peña como Silvana.
- Sandra Finkelstain como Alejandra.
- Pold Gastello como Pedro Pedrito.
- Lorena Caravedo como Ángela.
- Nancy Cavagnari como Maruja.
- Armando Machuca como Carlos Carlanga.
- Lucía Oxenford como Kika.
- Christian Ruiz como Danielito
- Erick Sabogal
- Ivy La Noire como Graciela Chichi
- Marisela Puicón como aspirante a vedette.
- Urpi Gibbons como Yolanda Yola.
- Liliana Mass como Viviana.
- Edith Tapia como Sherilyn.
- Marcela Hinostroza como Anastasia.
- Milena Alva como la madre de Vicky.
- Ricardo Rondón como Roberto de la Cruz.
- José Luis Adrianzén como Casimiro.
- Pedro Olórtegui
- Gilberto Torres
- Fernando de Soria como Jimmy Kaplan.
- Gustavo Mayer como Marcos.
- Humberto Cavero como Félix.
- Lucho Cáceres como Gabriel Tagle.
- Giancarlo Porcile como Barrenechea.
- Ruben Martorell como compañero de trabajo de Gonzalo.
- Pilar Guerra como Rorro.
- Ricardo Magaracci
- Yvonne Frayssinet como madre de Kika
- Rafael Sanchez Mena como el Árabe.
- Havier Arboleda como estafador.
- Fernando Bakovic como Irvin.
- Mario Libertti como el mismo.
- Ingrid Chavarri como Lori.
- Gustavo Morales como capitán de la policía.
- Juan Carlos Diaz como policía.
- Rebeca Escribens como empleada de disquera.
- Michelle Landman
- Italo Pinto
- Lily Urbina como vecina de Vicky en Huacho.
- Silvia Iglesias
- Monica Torres
- Milagros Cabanillas
- Silvia Chavez como doctora de hospital.
- Ernesto Pacheco como amigo de Vicky.
- Óscar Lopez Arias como amigo de Vicky.

## Recepción
La novela alcanzó altos índices de audiencia en el país.

## Adaptaciones
- Telemundo, en coproducción con Argos, realizó una nueva versión en el 2002, titulada Daniela, protagonizada por Litzy y Rodrigo de la Rosa.

- TV Azteca, en México, realizó otra adaptación en el 2004, titulada Belinda, protagonizada por Mariana Torres y Leonardo García.

## Videografía
- «Latina 40 años, el documental: Capítulo 7». Latina (programa especial por el 40 aniversario) (Latina Televisión). 12 de marzo de 2023.  Escena en minuto 21. Consultado el 13 de marzo de 2023.

- Datos: Q16587769